# Sant Joan Despí (przystanek kolejowy)
Sant Joan Despí (hiszp. Estación de San Juan Despí, kat: Estació de Sant Joan Despí) – przystanek osobowy w Sant Joan Despí, w prowincji Barcelona we wspólnocie autonomicznej Katalonia, w Hiszpanii.
Stacja jest częścią systemu Rodalies de Catalunya i obsługuje linie R1 i R4.
Przedłużenie linii 3 metra w Barcelonie znajduje się obecnie w fazie badań i budowy, a jedną ze stacji będzie właśnie Sant Joan Despí'. Przyszła stacja metra będzie znajdować się 40 m pod ziemią.
300 m od stacji znajduje się przystanek La Fontsanta systemu Trambaix.

## Linie kolejowe
- Linia Barcelona – Tarragona